# Os Dois Soldados
Os Dois Soldados é um filme português de curta-metragem, realizado por João César Monteiro e estreado no canal de televisão português RTP2 em 17 de março de 1979.

## Ficha técnica
- Título original: Os Dois Soldados
- Realização: João César Monteiro
- Produção: João César Monteiro
- País de origem: Portugal
- Argumento: João César Monteiro, a partir de um conto tradicional
- Director de produção: Manuel Costa e Silva
- Fotografia: Manuel Costa e Silva
- Som: Filipe Santos
- Música: Igor Stravinsky
- Duração: 25 minutos
- Bitola: 16 mm
- Rodagem: 1978
- Estreia: 17 de março de 1979 (RTP2)

## Sobre o filme
Feito para televisão, Os Dois Soldados é uma história interpretada por actores amadores, habitantes da aldeia transmontana de Tronco, no concelho de Chaves.